# Захаров, Пётр Андреевич
Пётр Андреевич Захаров (23 июня (6 июля) 1905, с. Чекалино, Самарский уезд, Самарская губерния, Российская империя — 4 мая, 1974, Москва, РСФСР) — советский государственный деятель, министр геологии СССР (1949—1953). Генерал-майор инженерно-технической службы.

## Биография
Родился в семье рабочего-портного. В 1930 г. окончил Московский институт цветных металлов и золота по специальности инженер-металлург. Кандидат технических наук (1934).
В 1930—1931 гг. — инженер металлопрокатного завода в г. Москве.
С ноября 1931 г. — аспирант, в 1934—1937 гг. — доцент Московского института цветных металлов и золота.
В феврале-октябре 1937 г. — ответственный контролер Комиссии партийного контроля при ЦК ВКП(б).
В 1937—1940 гг. — начальник Главмеди наркомата тяжелой промышленности СССР.
В 1940—1949 гг. — начальник Главного управления горно-металлургических предприятий — заместитель начальника Главного управления лагерей НКВД (с марта 1946 г. — МВД) СССР.
В 1949—1953 гг. — министр геологии СССР.
В июне-сентябре 1953 г. — начальник Главного управления Государственного горного технического надзора при Совете Министров СССР.
В 1953—1954 гг. — начальник Главного управления горного надзора — заместитель министра геологии и охраны недр СССР.
В 1954—1958 гг. — заместитель председателя Комитета по надзору за безопасным ведением работ в промышленности и горному надзору при Совете Министров СССР.
Член ВКП(б) с 1929 г. Кандидат в члены ЦК КПСС в 1952—1956 гг.
С апреля 1958 г. персональный пенсионер союзного значения.
Похоронен в Москве на Новодевичьем кладбище.

## Награды и звания
Награждён тремя орденами Ленина, двумя орденами Трудового Красного Знамени, орденом Красной Звезды.